# 平井康文
平井 康文（ひらい やすふみ、1960年11月17日 - ）は、日本の実業家。シスコシステムズ社長を経て、楽天グループ副社長・最高情報責任者、楽天コミュニケーションズ会長兼CEO、楽天モバイル副会長。

## 人物・経歴
徳島県徳島市生まれ。愛媛県立松山東高等学校を経て、1983年九州大学理学部数学科卒業、日本アイ・ビー・エム入社、四国営業所配属、徳島駐在。日本アイ・ビー・エム経営企画部門を経て、1995年IBMに出向。1997年日本アイ・ビー・エム社長補佐。1998年日本アイ・ビー・エムNTT営業統括部長。2001年日本アイ・ビー・エム理事ソフトウエア事業部長。2002年IBMソフトウエアグループヴァイスプレジデント。
2003年マイクロソフト取締役。同年マイクロソフト執行役常務。2006年マイクロソフト執行役専務。2008年からシスコシステムズ副社長として、大企業部門、公共部門、中堅企業部門を統括。2010年シスコシステムズ代表執行役員社長。2012年からはCisco Systemsのシニア・バイス・プレジデントを兼務。2015年シスコシステムズエグゼクティブ シニア アドバイザー。
同年楽天代表取締役副社長・最高情報責任者、楽天コミュニケーションズ代表取締役会長。楽天コミュニケーションズ代表取締役会長兼社長を経て、2020年楽天コミュニケーションズ代表取締役会長兼CEO。2021年（一社）CIOシェアリング協議会理事。楽天モバイル取締役副会長、新経済連盟顧問、経済同友会幹事、東京フィルハーモニー交響楽団理事を兼務。趣味はチェロの演奏など。